# Diecezja Iba
Diecezja Iba – diecezja rzymskokatolicka na Filipinach. Powstała w 1955  jako prefektura apostolska. Podniesiona do rangi diecezji w 1982.

## Lista biskupów
- Henry Byrne, SSCME (1956-1983).
- Paciano Aniceto (1983-1989)
- Deogracias Iñiguez (1989-2003)
- Florentino Lavarias (2004-2014)
- Bartolome Santos (od 2018)